# Ballon d'Or

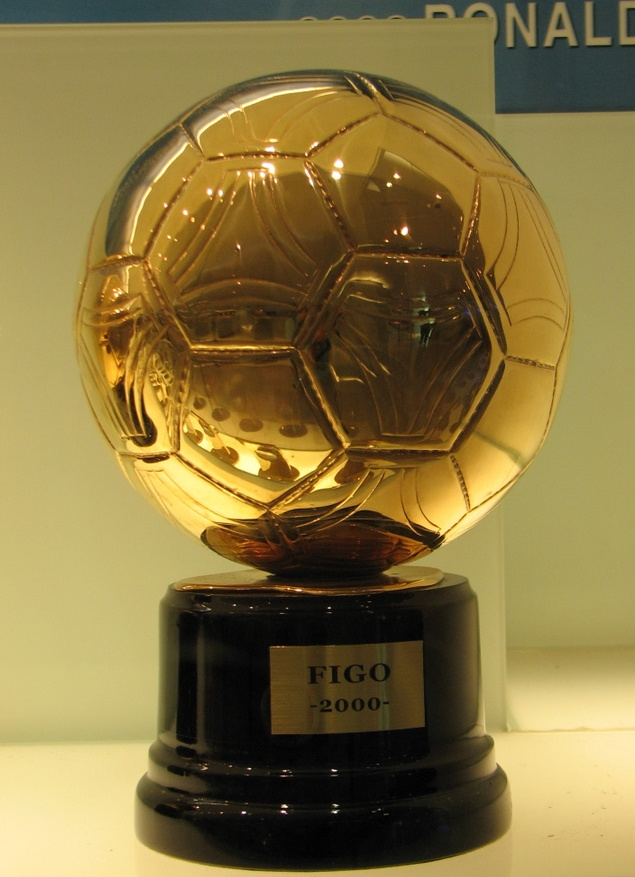
De Ballon d'Or die in 2000 aan Figo werd uitgereikt

De Ballon d'Or (Nederlands: Gouden Bal) is een trofee die sinds 1956 wordt uitgereikt door het Franse tijdschrift France Football. Tot en met 1994 werd de trofee toegekend aan de beste Europese voetballer van het jaar die in een Europese competitie speelde. Vanaf 1995 kwamen ook niet-Europese spelers die in een Europese competitie speelden in aanmerking om de trofee te winnen en sinds de verkiezing van 2007 kunnen spelers over de hele wereld (en dus niet alleen in Europese competities) verkozen worden. Vanaf 2022 wordt de laureaut verkozen op basis van een voetbalseizoen en niet langer een kalenderjaar. De speler die de meeste stemmen krijgt, ontvangt als trofee een gouden bal. 
Tussen 2010 en 2015 werd de prijs uitgereikt in samenwerking tussen France Football en FIFA, de prijs heette toen tijdelijk FIFA Ballon d'Or. Vanaf 2016 wordt de Ballon d'Or opnieuw uitgereikt, nadat France Football en FIFA besloten hadden om hun samenwerking stop te zetten. FIFA ging de The Best FIFA Football Awards organiseren. De uitreiking vindt sinds 2019 plaats in het Théâtre du Châtelet in Parijs.

## Winnaars

### Overzicht van de winnaars
| Jaar                                                              | Winnaar                                                           | Club                                                              |
| Beste Europese voetballer van het jaar in een Europese competitie | Beste Europese voetballer van het jaar in een Europese competitie | Beste Europese voetballer van het jaar in een Europese competitie |
| ----------------------------------------------------------------- | ----------------------------------------------------------------- | ----------------------------------------------------------------- |
| 1956                                                              | Stanley Matthews                                                  | Blackpool                                                         |
| 1957                                                              | Alfredo Di Stéfano                                                | Real Madrid                                                       |
| 1958                                                              | Raymond Kopa                                                      | Real Madrid                                                       |
| 1959                                                              | Alfredo Di Stéfano                                                | Real Madrid                                                       |
| 1960                                                              | Luis Suárez                                                       | FC Barcelona                                                      |
| 1961                                                              | Omar Sívori                                                       | Juventus                                                          |
| 1962                                                              | Josef Masopust                                                    | AS Dukla Praag                                                    |
| 1963                                                              | Lev Jasjin                                                        | Dinamo Moskou                                                     |
| 1964                                                              | Denis Law                                                         | Manchester United                                                 |
| 1965                                                              | Eusébio                                                           | Benfica                                                           |
| 1966                                                              | Bobby Charlton                                                    | Manchester United                                                 |
| 1967                                                              | Flórián Albert                                                    | Ferencváros                                                       |
| 1968                                                              | George Best                                                       | Manchester United                                                 |
| 1969                                                              | Gianni Rivera                                                     | AC Milan                                                          |
| 1970                                                              | Gerd Müller                                                       | Bayern München                                                    |
| 1971                                                              | Johan Cruijff                                                     | Ajax                                                              |
| 1972                                                              | Franz Beckenbauer                                                 | Bayern München                                                    |
| 1973                                                              | Johan Cruijff                                                     | FC Barcelona                                                      |
| 1974                                                              | Johan Cruijff                                                     | FC Barcelona                                                      |
| 1975                                                              | Oleh Blochin                                                      | Dynamo Kiev                                                       |
| 1976                                                              | Franz Beckenbauer                                                 | Bayern München                                                    |
| 1977                                                              | Allan Simonsen                                                    | Borussia Mönchengladbach                                          |
| 1978                                                              | Kevin Keegan                                                      | Hamburger SV                                                      |
| 1979                                                              | Kevin Keegan                                                      | Hamburger SV                                                      |
| 1980                                                              | Karl-Heinz Rummenigge                                             | Bayern München                                                    |
| 1981                                                              | Karl-Heinz Rummenigge                                             | Bayern München                                                    |
| 1982                                                              | Paolo Rossi                                                       | Juventus                                                          |
| 1983                                                              | Michel Platini                                                    | Juventus                                                          |
| 1984                                                              | Michel Platini                                                    | Juventus                                                          |
| 1985                                                              | Michel Platini                                                    | Juventus                                                          |
| 1986                                                              | Ihor Bilanov                                                      | Dynamo Kiev                                                       |
| 1987                                                              | Ruud Gullit                                                       | AC Milan                                                          |
| 1988                                                              | Marco van Basten                                                  | AC Milan                                                          |
| 1989                                                              | Marco van Basten                                                  | AC Milan                                                          |
| 1990                                                              | Lothar Matthäus                                                   | Internazionale                                                    |
| 1991                                                              | Jean-Pierre Papin                                                 | Olympique Marseille                                               |
| 1992                                                              | Marco van Basten                                                  | AC Milan                                                          |
| 1993                                                              | Roberto Baggio                                                    | Juventus                                                          |
| 1994                                                              | Christo Stoitsjkov                                                | FC Barcelona                                                      |
| Beste voetballer van het jaar in een Europese competitie          |                                                                   |                                                                   |
| 1995                                                              | George Weah                                                       | AC Milan                                                          |
| 1996                                                              | Matthias Sammer                                                   | Borussia Dortmund                                                 |
| 1997                                                              | Ronaldo                                                           | FC Barcelona                                                      |
| 1998                                                              | Zinédine Zidane                                                   | Juventus                                                          |
| 1999                                                              | Rivaldo                                                           | FC Barcelona                                                      |
| 2000                                                              | Luís Figo                                                         | Real Madrid                                                       |
| 2001                                                              | Michael Owen                                                      | Liverpool                                                         |
| 2002                                                              | Ronaldo                                                           | Real Madrid                                                       |
| 2003                                                              | Pavel Nedvěd                                                      | Juventus                                                          |
| 2004                                                              | Andrij Sjevtsjenko                                                | AC Milan                                                          |
| 2005                                                              | Ronaldinho                                                        | FC Barcelona                                                      |
| 2006                                                              | Fabio Cannavaro                                                   | Juventus                                                          |
| Beste voetballer van het jaar                                     |                                                                   |                                                                   |
| 2007                                                              | Kaká                                                              | AC Milan                                                          |
| 2008                                                              | Cristiano Ronaldo                                                 | Manchester United                                                 |
| 2009                                                              | Lionel Messi                                                      | FC Barcelona                                                      |
| 2010                                                              | Lionel Messi                                                      | FC Barcelona                                                      |
| 2011                                                              | Lionel Messi                                                      | FC Barcelona                                                      |
| 2012                                                              | Lionel Messi                                                      | FC Barcelona                                                      |
| 2013                                                              | Cristiano Ronaldo                                                 | Real Madrid                                                       |
| 2014                                                              | Cristiano Ronaldo                                                 | Real Madrid                                                       |
| 2015                                                              | Lionel Messi                                                      | FC Barcelona                                                      |
| 2016                                                              | Cristiano Ronaldo                                                 | Real Madrid                                                       |
| 2017                                                              | Cristiano Ronaldo                                                 | Real Madrid                                                       |
| 2018                                                              | Luka Modrić                                                       | Real Madrid                                                       |
| 2019                                                              | Lionel Messi                                                      | FC Barcelona                                                      |
| 2020                                                              | Niet uitgereikt vanwege de coronacrisis.                          | Niet uitgereikt vanwege de coronacrisis.                          |
| 2021                                                              | Lionel Messi                                                      | FC Barcelona Paris Saint-Germain                                  |
| 2022                                                              | Karim Benzema                                                     | Real Madrid                                                       |
| 2023                                                              | Lionel Messi                                                      | Paris Saint-Germain Inter Miami                                   |
| 2024                                                              | Rodri                                                             | Manchester City                                                   |

### Ranglijst winnaars naar nationaliteit
| #   | Land              | Spelers | Aantal |
| --- | ----------------- | ------- | ------ |
| 01. | Argentinië        | 1       | 8      |
| 02. | Duitsland         | 5       | 7      |
| 02. | Frankrijk         | 5       | 7      |
| 02. | Nederland         | 3       | 7      |
| 02. | Portugal          | 3       | 7      |
| 06. | Italië            | 5       | 5      |
| 06. | Brazilië          | 4       | 5      |
| 06. | Engeland          | 4       | 5      |
| 09. | Spanje            | 3       | 4      |
| 10. | Sovjet-Unie       | 3       | 3      |
| 11. | Bulgarije         | 1       | 1      |
| 11. | Denemarken        | 1       | 1      |
| 11. | Hongarije         | 1       | 1      |
| 11. | Kroatië           | 1       | 1      |
| 11. | Liberia           | 1       | 1      |
| 11. | Noord-Ierland     | 1       | 1      |
| 11. | Oekraïne          | 1       | 1      |
| 11. | Schotland         | 1       | 1      |
| 11. | Tsjechië          | 1       | 1      |
| 11. | Tsjecho-Slowakije | 1       | 1      |

### Ranglijst winnaars naar club
| Club                     | Aantal |
| ------------------------ | ------ |
| FC Barcelona             | 14     |
| Real Madrid CF           | 12     |
| Juventus                 | 8      |
| AC Milan                 | 8      |
| Bayern München           | 5      |
| Manchester United        | 4      |
| Dynamo Kiev              | 2      |
| Internazionale           | 2      |
| Hamburger SV             | 2      |
| Paris Saint-Germain      | 2      |
| Blackpool                | 1      |
| Dukla Praag              | 1      |
| Dinamo Moskou            | 1      |
| Benfica                  | 1      |
| Ferencvárosi             | 1      |
| Ajax                     | 1      |
| Borussia Mönchengladbach | 1      |
| Olympique Marseille      | 1      |
| Borussia Dortmund        | 1      |
| Liverpool                | 1      |
| Inter Miami              | 1      |
| Manchester City          | 1      |

Noot: Sommige spelers wisselden gedurende een jaar van club. Hierdoor is de telling niet eenduidig.

## Records

### Meeste overwinningen
| #  | Winnaar               | Aantal | Jaar                                           |
| -- | --------------------- | ------ | ---------------------------------------------- |
| 1  | Lionel Messi          | 8      | 2009, 2010, 2011, 2012, 2015, 2019, 2021, 2023 |
| 2  | Cristiano Ronaldo     | 5      | 2008, 2013, 2014, 2016, 2017                   |
| 3  | Johan Cruijff         | 3      | 1971, 1973, 1974                               |
| 3  | Marco van Basten      | 3      | 1988, 1989, 1992                               |
| 3  | Michel Platini        | 3      | 1983, 1984, 1985                               |
| 5  | Franz Beckenbauer     | 2      | 1972, 1976                                     |
| 5  | Alfredo Di Stéfano    | 2      | 1957, 1959                                     |
| 5  | Kevin Keegan          | 2      | 1978, 1979                                     |
| 5  | Ronaldo               | 2      | 1997, 2002                                     |
| 5  | Karl-Heinz Rummenigge | 2      | 1980, 1981                                     |
| 10 | Luis Suárez           | 1      | 1960                                           |
| 10 | Eusébio               | 1      | 1965                                           |
| 10 | Bobby Charlton        | 1      | 1966                                           |
| 10 | Raymond Kopa          | 1      | 1958                                           |
| 10 | Gerd Müller           | 1      | 1970                                           |
| 10 | Zinedine Zidane       | 1      | 1998                                           |
| 10 | Gianni Rivera         | 1      | 1969                                           |
| 10 | Ruud Gullit           | 1      | 1987                                           |
| 10 | Lothar Matthäus       | 1      | 1990                                           |
| 10 | Roberto Baggio        | 1      | 1993                                           |
| 10 | Christo Stoitsjkov    | 1      | 1994                                           |
| 10 | Andrij Sjevtsjenko    | 1      | 2004                                           |
| 10 | George Best           | 1      | 1968                                           |
| 10 | Allan Simonsen        | 1      | 1977                                           |
| 10 | Ronaldinho            | 1      | 2005                                           |
| 10 | Luka Modrić           | 1      | 2018                                           |
| 10 | Karim Benzema         | 1      | 2022                                           |
| 10 | Rodri                 | 1      | 2024                                           |

### Meeste stemmen
| Jaar | Winnaar               | Club                | Ontvangen stemmen | Uitgebrachte stemmen | Percentage |
| ---- | --------------------- | ------------------- | ----------------- | -------------------- | ---------- |
| 2009 | Lionel Messi          | FC Barcelona        | 473               | 480                  | 98,54      |
| 1984 | Michel Platini        | Juventus            | 128               | 130                  | 98,46      |
| 1985 | Michel Platini        | Juventus            | 127               | 130                  | 97,69      |
| 1980 | Karl-Heinz Rummenigge | Bayern München      | 122               | 125                  | 97,60      |
| 1991 | Jean-Pierre Papin     | Olympique Marseille | 141               | 145                  | 97,24      |

### Minste stemmen
| Jaar | Winnaar         | Club              | Ontvangen stemmen | Uitgebrachte stemmen | Percentage |
| ---- | --------------- | ----------------- | ----------------- | -------------------- | ---------- |
| 1961 | Omar Sívori     | Juventus          | 46                | 95                   | 48,42      |
| 1968 | George Best     | Manchester United | 61                | 125                  | 48,80      |
| 1996 | Matthias Sammer | Borussia Dortmund | 144               | 255                  | 56,47      |
| 1967 | Flórián Albert  | Ferencváros       | 68                | 120                  | 56,67      |
| 1960 | Luis Suárez     | FC Barcelona      | 54                | 95                   | 56,84      |

### Jongste winnaars
| # | Winnaar      | Leeftijd              |
| - | ------------ | --------------------- |
| 1 | Ronaldo      | 21 jaar en 3 maanden  |
| 2 | Michael Owen | 21 jaar en 11 maanden |
| 3 | Lionel Messi | 22 jaar en 5 maanden  |
| 4 | George Best  | 22 jaar en 6 maanden  |
| 5 | Oleh Blochin | 23 jaar en 1 maand    |

## Extra prijzen

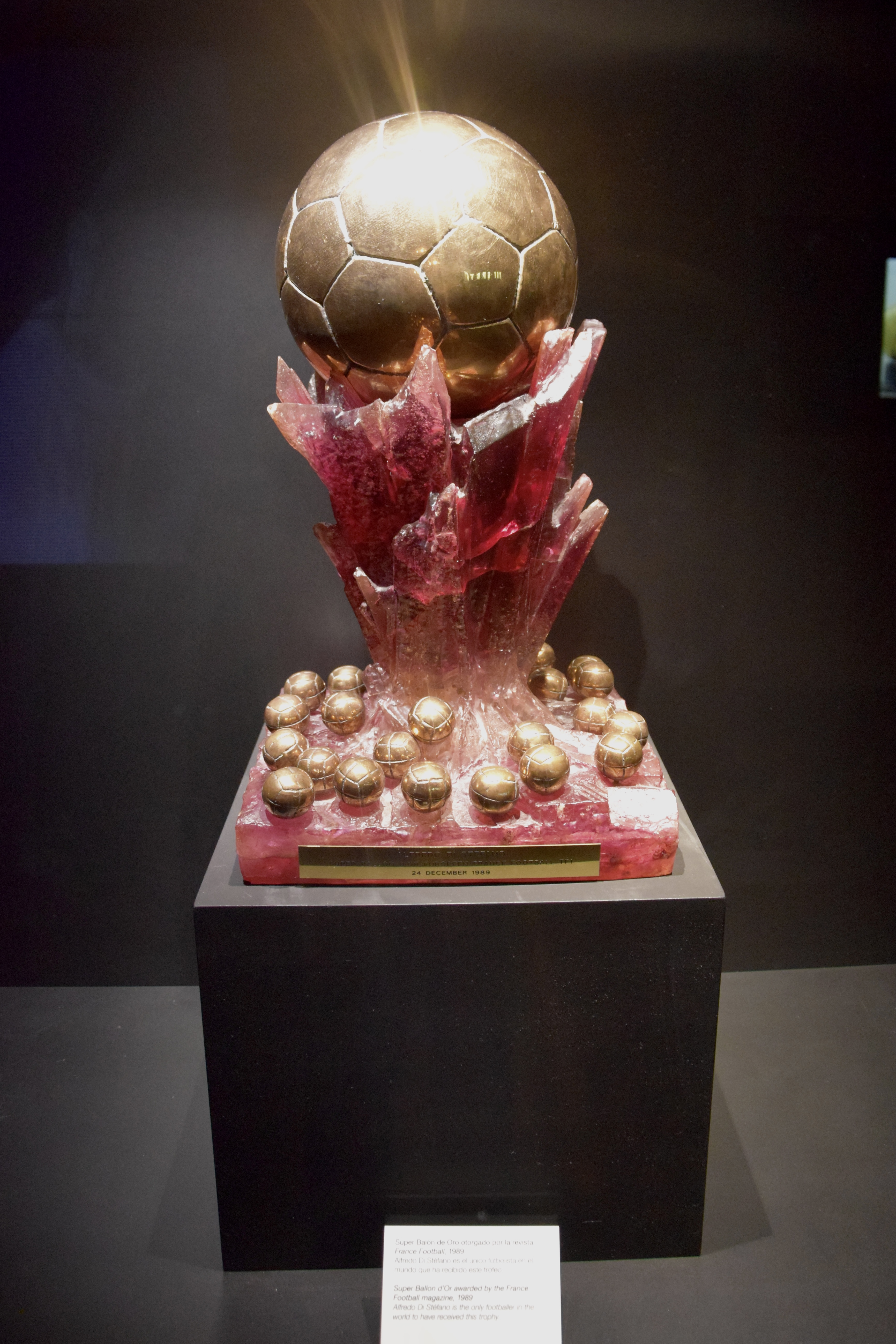
De Super Ballon d'Or uitgereikt aan Alfredo Di Stéfano in 1989.

### Super Ballon d'Or
In 1989 reikte France Football eenmalig de Super Ballon d'Or uit. Alfredo Di Stéfano won de prestigieuze prijs en bleef daarmee Johan Cruijff en Michel Platini voor in de verkiezing.

### Ballon d'Or Prix d'Honneur
Diego Maradona en Pelé ontvingen vanwege hun verdiensten voor het voetbal een ere-Ballon d'Or in respectievelijk 1996 en 2013.

### Voetballer van de eeuw
In 1999 werd Pelé door France Football uitgeroepen tot voetballer van de eeuw, op basis van de stemmen van 30 van de 34 vorige Ballon d'Or-winnaars. Stanley Matthews, Omar Sívori en George Best onthielden zich van de stemming; Lev Jasjin was intussen overleden. Elke stemmer kon één tot vijf punten verdelen over vijf spelers, maar Alfredo Di Stéfano gaf slechts aan één speler punten, terwijl Michel Platini het bij twee spelers hield. George Weah koos dan weer twee spelers voor de vijfde plaats.
| # | Voetballer         | Punten | 1ste | 2de | 3de | 4de | 5de |
| - | ------------------ | ------ | ---- | --- | --- | --- | --- |
| 1 | Pelé               | 122    | 17   | 5   | 4   | 2   | 1   |
| 2 | Diego Maradona     | 65     | 3    | 6   | 5   | 5   | 1   |
| 3 | Johan Cruijff      | 62     | 1    | 4   | 7   | 9   | 2   |
| 4 | Alfredo Di Stéfano | 44     | 4    | 3   | 3   | 1   | 1   |
| 5 | Michel Platini     | 40     | 1    | 5   | 1   | 3   | 6   |

### Herevaluatie
Ter gelegenheid van het 60-jarige bestaan van de Ballon d'Or in 2016 publiceerde France Football een herevaluatie van de prijzen die vóór 1995 werden uitgereikt, toen alleen Europese spelers in aanmerking kwamen voor de prijs. Twaalf van de 39 Ballon d'Ors die tijdens deze periode werden uitgereikt, zouden achteraf zijn toegekend aan Zuid-Amerikaanse spelers. Naast Pelé en Diego Maradona werden Garrincha, Mario Kempes en Romário in retrospectief erkend als alternatieve winnaars. De oorspronkelijke winnaars bleven echter ongewijzigd.
| Jaar | Oorspronkelijke winnaar | Alternatieve winnaar |
| ---- | ----------------------- | -------------------- |
| 1958 | Raymond Kopa            | Pelé                 |
| 1959 | Alfredo Di Stéfano      | Pelé                 |
| 1960 | Luis Suárez             | Pelé                 |
| 1961 | Omar Sívori             | Pelé                 |
| 1962 | Josef Masopust          | Garrincha            |
| 1963 | Lev Jasjin              | Pelé                 |
| 1964 | Denis Law               | Pelé                 |
| 1970 | Gerd Müller             | Pelé                 |
| 1978 | Kevin Keegan            | Mario Kempes         |
| 1986 | Ihor Bilanov            | Diego Maradona       |
| 1990 | Lothar Matthäus         | Diego Maradona       |
| 1994 | Christo Stoitsjkov      | Romário              |